# Елім (Аляска)
Елім (англ. Elim) — місто (англ. city) в США, у зоні перепису населення Ноум штату Аляска. Населення — 366 осіб (2020).

## Географія
Розташоване на півострові Сьюард, приблизно за 154 км на схід від Нома.
Елім розташований за координатами 64°37′6″ пн. ш. 162°16′24″ зх. д. / 64.61833° пн. ш. 162.27333° зх. д. (64.618385, -162.273386).  За даними Бюро перепису населення США в 2010 році місто мало площу 6,27 км², уся площа — суходіл. В 2017 році площа становила 6,89 км², уся площа — суходіл.

### Клімат
| Клімат : Елім           | Клімат : Елім | Клімат : Елім | Клімат : Елім | Клімат : Елім | Клімат : Елім | Клімат : Елім | Клімат : Елім | Клімат : Елім | Клімат : Елім | Клімат : Елім | Клімат : Елім | Клімат : Елім | Клімат : Елім |
| Показник                | Січ.          | Лют.          | Бер.          | Квіт.         | Трав.         | Черв.         | Лип.          | Серп.         | Вер.          | Жовт.         | Лист.         | Груд.         | Рік           |
| Абсолютний максимум, °C | 5,6           | 7,2           | 6,7           | 9,4           | 23,9          | 30,6          | 28,9          | 26,7          | 20,6          | 15,0          | 3,9           | 2,2           | 30,6          |
| Середній максимум, °C   | −12,9         | −13,3         | −9,6          | −3,2          | 6,4           | 14,2          | 16,2          | 14,4          | 9,4           | −0,2          | −7,1          | −14,4         | 0,1           |
| Середня температура, °C | −16,8         | −17,4         | −14,3         | −7,7          | 2,4           | 10,0          | 12,3          | 11,1          | 5,5           | −3,3          | −10,5         | −18,1         | −3,8          |
| Середній мінімум, °C    | −20,8         | −21,4         | −19,1         | −12,2         | −1,6          | 5,8           | 8,4           | 7,8           | 2,7           | −6,4          | −13,9         | −21,8         | −7,6          |
| Абсолютний мінімум, °C  | −44,4         | −45           | −41,7         | −39,4         | −21,7         | −3,3          | 0,0           | −2,2          | −8,9          | −25,6         | −41,1         | −47,8         | −47,8         |
| Норма опадів, мм        | 29            | 23            | 27            | 23            | 15            | 19            | 47            | 107           | 78            | 31            | 38            | 26            | 463           |
| ----------------------- | ------------- | ------------- | ------------- | ------------- | ------------- | ------------- | ------------- | ------------- | ------------- | ------------- | ------------- | ------------- | ------------- |
| Джерело: WRCC           |               |               |               |               |               |               |               |               |               |               |               |               |               |

## Демографія

### Перепис 2010
Згідно з переписом 2010 року, у місті мешкало 330 осіб у 89 домогосподарствах у складі 67 родин. Густота населення становила 53 особи/км².  Було 105 помешкань (17/км²).
Расовий склад населення:
| - 89,7 % — корінних американців - 7,3 % — білих - 0,3 % — азіатів |

До двох чи більше рас належало 2,7 %. Частка іспаномовних становила 0,3 % від усіх жителів.
За віковим діапазоном населення розподілялося таким чином: 39,1 % — особи молодші 18 років, 57,0 % — особи у віці 18—64 років, 3,9 % — особи у віці 65 років та старші. Медіана віку мешканця становила 23,8 року. На 100 осіб жіночої статі у місті припадало 123,0 чоловіків;  на 100 жінок у віці від 18 років та старших — 128,4 чоловіків також старших 18 років.
Середній дохід на одне домашнє господарство  становив 46 072 долари США (медіана — 37 188), а середній дохід на одну сім'ю — 48 427 доларів (медіана — 38 500). Медіана доходів становила 43 125 доларів для чоловіків та 37 500 доларів для жінок. За межею бідності перебувало 29,3 % осіб, у тому числі 30,1 % дітей у віці до 18 років та 13,3 % осіб у віці 65 років та старших.
Цивільне працевлаштоване населення становило 101 особа. Основні галузі зайнятості: освіта, охорона здоров'я та соціальна допомога — 46,5 %, публічна адміністрація — 19,8 %, транспорт — 14,9 %.

### Перепис 2000
За даними переписом 2000 року населення міста становило 313 осіб. Расовий склад: корінні американці — 92,65%; білі — 5,11%; представники двох і більше рас — 2,24%. Частка осіб у віці молодше 18 років — 41,9%; осіб старше 65 років — 6,7%. Середній вік населення — 24 року. На кожні 100 жінок припадає 131,9 чоловіків; на кожні 100 жінок у віці старше 18 років — 122,0 чоловіки.
З 84 домашніх господарств в 60,7% — виховували дітей віком до 18 років, 57,1% представляли собою подружні пари, які спільно проживають, 15,5% — жінки без чоловіків, 16,7% не мали родини. 14,3% від загальної кількості господарств на момент перепису жили самостійно, при цьому 2,4% склали самотні літні люди у віці 65 років та старше. В середньому домашнє господарство ведуть 3,73 особи, а середній розмір родини — 4,16 особи.
Середній дохід на спільне господарство — $40 179; середній дохід на сім'ю — $40 893.

## Транспорт
Місто обслуговується аеропортом Елім.